# Verija
Verija (cyr. Верија) – wieś w Bośni i Hercegowinie, w Republice Serbskiej, w gminie Kozarska Dubica. W 2013 roku liczyła 95 mieszkańców.